# Andreas Sauter
Andreas Sauter (* 19. August 1974 in Zürich) ist ein Schweizer Theaterautor und Regisseur.
Andreas Sauter hat an der Universität der Künste Berlin Szenisches Schreiben, unter anderem bei David Spencer und Oliver Bukowski studiert und arbeitet als Autor und Regisseur für Theater, Hörspiel und Film. Seit 1998 besteht eine Co-Autorenschaft mit Bernhard Studlar.
Zusammen mit Katharina Schlender und Rolf Kemnitzer begründet Andreas Sauter 2007 die Initiative „Uns pflegen heißt euch pflegen – 10 Wünsche für ein künftiges Autorentheater“, die im gesamten deutschsprachigen Raum eine breite Diskussion über die Rolle des Autors im Theater auslöst.
Neben dem Schreiben und Inszenieren leitet Andreas Sauter Schreibworkshops und Stückentwicklungen im gesamten deutschsprachigen Raum. U.a. am Deutschen Theater Berlin, an den Westfälischen Kammerspielen Paderborn, am Consol Theater Gelsenkirchen, am Studiengang „Szenisches Schreiben“ der UdK Berlin und am Jungen Literaturlabor Zürich.
Von 2015 bis 2022 war Andreas Sauter Künstlerischer Leiter des „Dramenprozessors“ am Theater an der Winkelwiese Zürich.

## Stücke
- A. ist eine Andere, mit Bernhard Studlar, 2000 (UA: Städtische Bühnen Chemnitz, 2001)
- All about Mary Long, Trash-Libretto mit Bernhard Studlar und Gilbert Handler, 2000 (UA: Donaufestival/Theater Rampe, 2003)
- Liza – Am letzten Abend bauchfrei, Komödie, 2001 (UA: Theater Nürnberg, 2002)
- Fiege – Ein Stück ohne Geilheit, mit Bernhard Studlar, 2001 (UA: Theater Bielefeld, 2003)
- Unscheinbare Veränderung, mit Bernhard Studlar, 2002 (UA: Theater Neumarkt, Zürich, 2002)
- Die Aufgeregtheit der Schwalbe, mit Bernhard Studlar, 2003 (zur UA frei)
- Die Sekunde dazwischen, Monolog, 2004 (UA: Stadttheater Osnabrück, 2005)
- Rote Kometen, Weihnachtskomödie mit Bernhard Studlar, 2005 (UA: Stadttheater Bern, 2005)
- Das rote Schaf oder die Prinzessin, die nicht lachen konnte, Kinderstück mit Bernhard Studlar, 2007 (UA: Landestheater Neuss, 2008)
- Der Mann im Turm oder das Geheimnis der Zeit, 2007 (UA: Stadttheater Giessen, 2008)
- Alles in Ordnung, mit Bernhard Studlar, 2008 (UA: Theater Rampe, Stuttgart, 2010)
- Herzblut, 2008 (zur UA frei)
- Geld – her damit, mit Bernhard Studlar, 2009 (UA: Oldenburgisches Staatstheater, 2009)
- Das weisse Zimmer, 2011 (UA: Huajuyuan Theater Qingdao, China und Westfälische Kammerspiele Paderborn, 2011)
- Auf der anderen Seite, 2012
- Die Welt dahinter oder Manchmal ist es, als wäre ich hinter Glas, Monolog 2015
- Parat oder Nienedmeh isch nüd, Text für die Autorentheaterproduktion „Das Schweigen der Schweiz“ am Theater St. Gallen, 2016 (UA: Theater St. Gallen, 2016)
- Lugano Paradiso oder So schön wie dieses Jahr hat der Flieder lange nicht geblüht, Stückauftrag für das Theater St. Gallen, 2018 (UA: Theater St. Gallen, 2018)
- Warten auf Tränengas, mit Bernhard Studlar, 2019 (UA: Theater Kosmos Bregenz, 2020)
- Schwemmholz, 2022 (UA: Vagantenbühne Berlin, 2023)
- Schautel mich in den Himmel oder Die Reise zum Horizont, Kinderstück, 2023 (zur UA frei)

Die Stücke sind in verschiedene Sprachen übersetzt. U.a. ins Französische, Rätoromanische, Russische, Polnische, Tschechische, Türkische.

## Hörspiele
- A. ist eine Andere, mit Bernhard Studlar, 2004; Schweizer Radio DRS 1, Regie: Reto Ott  (Ursendung: November 2004)
- Die Sekunde dazwischen, 2006; Schweizer Radio DRS 1, Regie: Reto Ott (Ursendung: November 2006)
- Liza, 2007; Schweizer Radio DRS 1, Regie: Margret Nonhoff (Ursendung: März 2007)
- Härzbluet, 2008; Schweizer Radio DRS 1, Regie: Reto Ott (Ursendung: Mai 2008)
- Die wundersame Reise des Roman Horn, mit Bernhard Studlar, 2012; Schweizer Radio und Fernsehen SRF 1, Regie: Reto Ott (Ursendung: April 2012)
- Grossvater und die Wölfe, Hörspielbearbeitung von Per Olav Enquists gleichnamigem Kinderbuch fürs Schweizer Radio und Fernsehen SRF 1, 2013
- Läublis Traum, Kurzhörspiel, Schweizer Radio und Fernsehen SRF 1, 2013
- Nennt mich nicht Ismael!, Hörspiel nach dem gleichnamigen Roman von Michael Gerard Bauer, SWR 2, 2015
- Ismael und der Auftritt der Seekühe, Hörspiel nach dem gleichnamigen Roman von Michael Gerard Bauer, SWR 2, 2015
- Ismael – Bereit sein ist alles, Hörspiel nach dem gleichnamigen Roman von Michael Gerard Bauer, SWR 2, 2015
- Operation Data Saugus Rex, interaktives Hörspiel-Game mit Bernhard Studlar; Schweizer Radio und Fernsehen SRF 1, 2015/2016
- Der Mann im Turm oder das Geheimnis der Zeit, 2020; Schweizer Radio DRS 1, Regie: Andreas Sauter (Ursendung: September 2020)

## CD-Veröffentlichungen
- Ismael und seine Freunde, 3-CDs, 180 Min., hoercompany, 2016
- Dr Grossvatter und d Wölf, Hörspiel nach dem gleichnamigen Kinderbuch von P. O. Enquist, Zytglogge Verlag Basel, 2019

## Buch-Veröffentlichungen
- Die Welt dahinter oder Manchmal ist es, als wäre ich hinter Glas in "Buchstabensuppen – Ein literarisches Kochbuch", Residenzverlag Wien, 2015
- Lugano Paradiso oder So schön wie dieses Jahr hat der Flieder lange nicht geblüht, Verlag Theater der Zeit, 2018

## Stückentwicklungen und Workshops
- Ich suche mich öfter als dich, Albert-Einstein-Gymnasium Berlin-Neukölln im Rahmen von „TAtSch“; Theater Autoren treffen Schulen, 2012
- Die Sterne sind auf der anderen Seite, Jugendtheaterclub Westfälische Kammerspiele Paderborn, 2013
- Blut und Kokosmilch, Jugendtheaterclub Consol Theater Gelsenkirchen im Rahmen von „Dialoge“; Szenisches Schreiben mit Jugendlichen, 2013
- Flying Cookies oder Die Angst ist kein Hase, Kanaltheater Eberswalde, 2015
- Als würde ich in einen unendlich weiten Himmel hineinrennen, Jugendkunstschule Neuruppin, 2015
- Und dann…?, Bürgerbühne Neuruppin, 2016
- Lauter Fussabdrücke in der Landschaft, Fontane-Festspiele Neuruppin, 2016
- Hilfe! Ein Stück über Revolution! – Was tun?, Workshop am Kongress „Szenen machen“; Szenisches Schreiben in der Literatur- und Theaterpädagogik, Stuttgart, 2017
- Noch ohne Titel, Live-Stückentwicklung am Kongress „Szenen machen“; Szenisches Schreiben in der Literatur- und Theaterpädagogik, Stuttgart, 2017
- Löwenmaul & Augentrost packen aus, Wörter-Wildwuchs, Junges Literaturlabor Zürich, im Rahmen des Literaturfestivals „Abenteuer StadtNatur“, 2018
- PIPPOP – Wortgeflatter schräger Vögel, Junges Literaturlabor Zürich, im Rahmen des Literaturfestivals „Abenteuer StadtNatur“, 2018
- Zwischen zwei Welten, Schulhausroman an der Theodor-Fontane-Oberschule Potsdam, 2019
- Szenisches Schreiben, Volkshochschule-Neukölln Berlin, im Rahmen des Studiengangs „Aufbaukurs der 	theaterpädagogischen Weiterbildung BuT (Bundesverband Theaterpädagogik e. V.)“, 2020
- Feline und Lore, Entwicklung eines Schulhausromans mit den Studierenden der Klasse 10/T1 der Schule des zweiten Bildungsweges "Heinrich von Kleist" in Potsdam, ISBN 3-907217-31-3, 2021
- Der magische Stein, Schulhausroman an der Gesamtschule Lehnin, 2021/20222
- Parlando: 75 Ginkgo, 2 Ameisen und 1 Wasserspiel im Gespräch, Junges Literaturlabor Zürich, im Rahmen des Literaturfestivals „Abenteuer StadtNatur“, 2022
- Hilfe! Liebe?! – Kreatives Schreiben mit Schülerinnen und Schülern, Lehrerinnen- und Lehrerfortbildung im Rahmen der Kubinale Potsdam, 2022
- Was hat der Schnee für eine Farbe?, Inszenierung und Stückentwicklung im Rahmen der Theaterprojektwoche an der Grundschule Lenzerheide, 2023
- Was? Ich soll schreiben?! - Kreatives Schreiben mit Schülerinnen und Schülern, Lehrerinnen- und Lehrerfortbildung im Rahmen der Fortbildungsreihe „KreAktiv“, Plattform Kulturelle Bildung Brandenburg, 2023
- COOL-TUR: Text und Tanz, Ferienworkshop in Zusammenarbeit mit dem Jungen Literaturlabor Zürich und dem Opernhaus Zürich, 2023

## Filme und Drehbücher
- Jamaica Flowers, Drehbuch mit Bernhard Studlar, 2003
- Mittendrin, Dokumentarfilm mit Cornelia Sturm und Robert Ralston jr. 2006 (gute filme GmbH)

## Preise und Auszeichnungen
- Preis für Kurzprosa, Holozän Zürich, 1997
- Preis für eine Radikalkömodie Staatstheater Kassel, 2000 (mit Bernhard Studlar)
- Kleist-Förderpreis für junge Dramatiker, 2000 (mit Bernhard Studlar)
- Auszeichnung für Filmexposé "Crap Nair", Locarno 2002 (mit Robert Ralston jr.)
- A. ist eine Andere, (mit Bernhard Studlar) Hörspielpreis der Stiftung Radio Basel 2004
- Finalist der 1. St. Galler Autorentage mit "Die Sekunde dazwischen"
- Finalist der 2. St. Galler Autorentage mit "Nach Europa" (mit Bernhard Studlar)
- „Goldener Löwe“ für die Produktion „Das weisse Zimmer“; grösster chinesischer Sprechtheaterpreis, 2012
- Atelierstipendium an der Cité Internationale des Arts in Paris von visarte und dem Kanton Graubünden
- „Das Schweigen der Schweiz“; eingeladen zum Schweizer Theatertreffen 2017
- Arbeitsstipendium von der Senatsverwaltung für Kultur und Europa für Berliner Autorinnen und Autoren 2022

Andreas Sauter erhielt in den vergangenen Jahren mehrere Arbeits- und Werkstipendien.

## Regie
- Nachtschicht, Stückentwicklung und Inszenierung an der Schauspielakademie Zürich mit Daniel Jesch, 1997
- Zimmer im Paradies und Veronika oder die Tragödie einer Jungfrau, von Sauter & Studlar; Live-Hörspiele am Hope&Glory-Festival in Zürich mit Bernhard Studlar und Gilbert Handler, 1999
- All about Mary Long, von Handler, Sauter & Studlar; Live-Hörspiel am Hope&Glory-Festival in Zürich mit Bernhard Studlar und Gilbert Handler, 2000
- Fiege – Ein Stück ohne Geilheit, von Sauter & Studlar; Werkstattinszenierung mit Bernhard Studlar, Theater Neumarkt, Zürich und Kampnagel Hamburg, Junge-Hunde-Festival, 2001
- Gleichzeitig, von Jewgeni Grischkowez; Inszenierung mit Bernhard Studlar, Staatstheater Stuttgart, 2003. (Gastspiel am Tschechov-Festival in Moskau, Mai 2003)
- Lucy auf dem Eis, von Laura Sintija Cerniauskaite; Stückeinrichtung am Stückemarkt des Berliner Theatertreffens mit Bernhard Studlar, 2004
- Mittendrin, Dokumentarfilm; Konzept und Regie mit Cornelia Sturm und Robert Ralston jr., 2006
- Die Sekunde dazwischen von Andreas Sauter; Inszenierung mit Cornelia Sturm, Sophiensaele Berlin und Theater an der Winkelwiese Zürich, 2006
- Ein mordsmäßiger Bräutigam von Doris Jäckle, Kurzhörspiel, Schweizer Radio und Fernsehen SRF 1, 2014
- Sekundensturz von Bernhard Studlar, Kurzhörspiel, Schweizer Radio und Fernsehen SRF 1, 2015
- Ein klitzekleiner Fehler von Doris Jäckle, Kurzhörspiel, Schweizer Radio und Fernsehen SRF 1, 2015
- Möglicherweise gab es einen Zwischenfall von Chris Thorpe, Hörspiel, Schweizer Radio und Fernsehen SRF 2, 2016
- Der Mann im Turm oder das Geheimnis der Zeit von Andreas Sauter, Hörspiel, Schweizer Radio und Fernsehen SRF 1, 2020

## Hörstücke für Museen
- Das Thronjubiläum, Hörstück für den Goldenen Saal im Schloss Ludwigslust, 2016
- Die Konzertprobe, Hörstück für den Goldenen Saal im Schloss Ludwigslust, 2016
- Die von Hallwyl, Preshow und 4 Hörstücke fürs die neue Dauerausstellung des Schloss Hallwyl, mit Cornelia Sturm, 2018
- Der grosse Aletschgletscher, 8 Hörstücke für das neue Informationszentrum von Pro Natura, mit Cornelia Sturm, 2019
- Der Gotthard, Text für die Video-Preeshow, Museo Nazionale del San Gottardo, mit Cornelia Sturm, 2021

## Artikel/Sek. Literatur
- Stück-Werk 3, Neue deutschsprachige Dramatik, Hg. Christel Weiler und Harald Müller, Theater der Zeit, Berlin, 2001 ISBN 3-934344-06-2
- Stück-Werk 4, Deutschschweizer Dramatik, Hg. Veronika Sellier und Harald Müller, Theater der Zeit, Berlin, 2005 ISBN 3-934344-55-0
- Stück-Werk 5, Deutschsprachige Dramatik, Hg. Barbara Engelhardt und Andrea Zagorski, Theater der Zeit, Berlin, 2008 ISBN 978-3-940737-07-6
- Andreas Sauter: Dialog 27, Lugano Paradiso oder So schön wie dieses Jahr hat der Flieder lange nicht geblüht. Die Schweiz im Kalten Krieg – Eine Annäherung. Theater der Zeit, Berlin, 2018 ISBN 978-3-95749-151-0